# Cobalt (Ontario)
Pour les articles homonymes, voir Cobalt (homonymie).
Cobalt est une ville du district de Timiskaming, en Ontario, au Canada. Sa population est de 1 118 personnes (selon le recensement de Statistique Canada de 2016).

## Histoire
Du minerai d'argent est découvert dans la région à l'été 1903 pendant la construction du chemin de fer. En l'espace de quelques années, la région devint la plus importante région productrice d'argent au monde. En 1911, elle excédait 30 000 000 onces (937,5 tonnes). L'extraction minière continua jusque dans les années 1930 puis déclina. L'activité reprit dans les années 1950 puis cessa. Par ailleurs, on a découvert d'autres richesses dont des diamants.

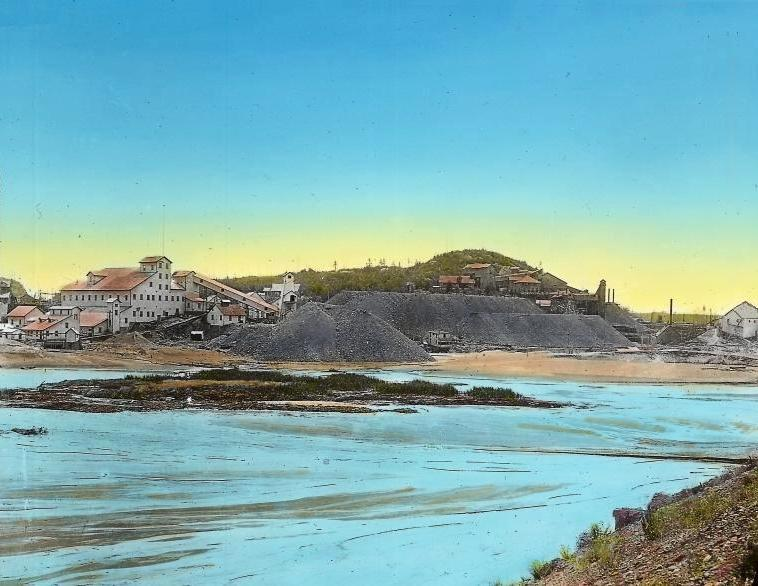
Mine d'argent, Cobalt, vers 1918
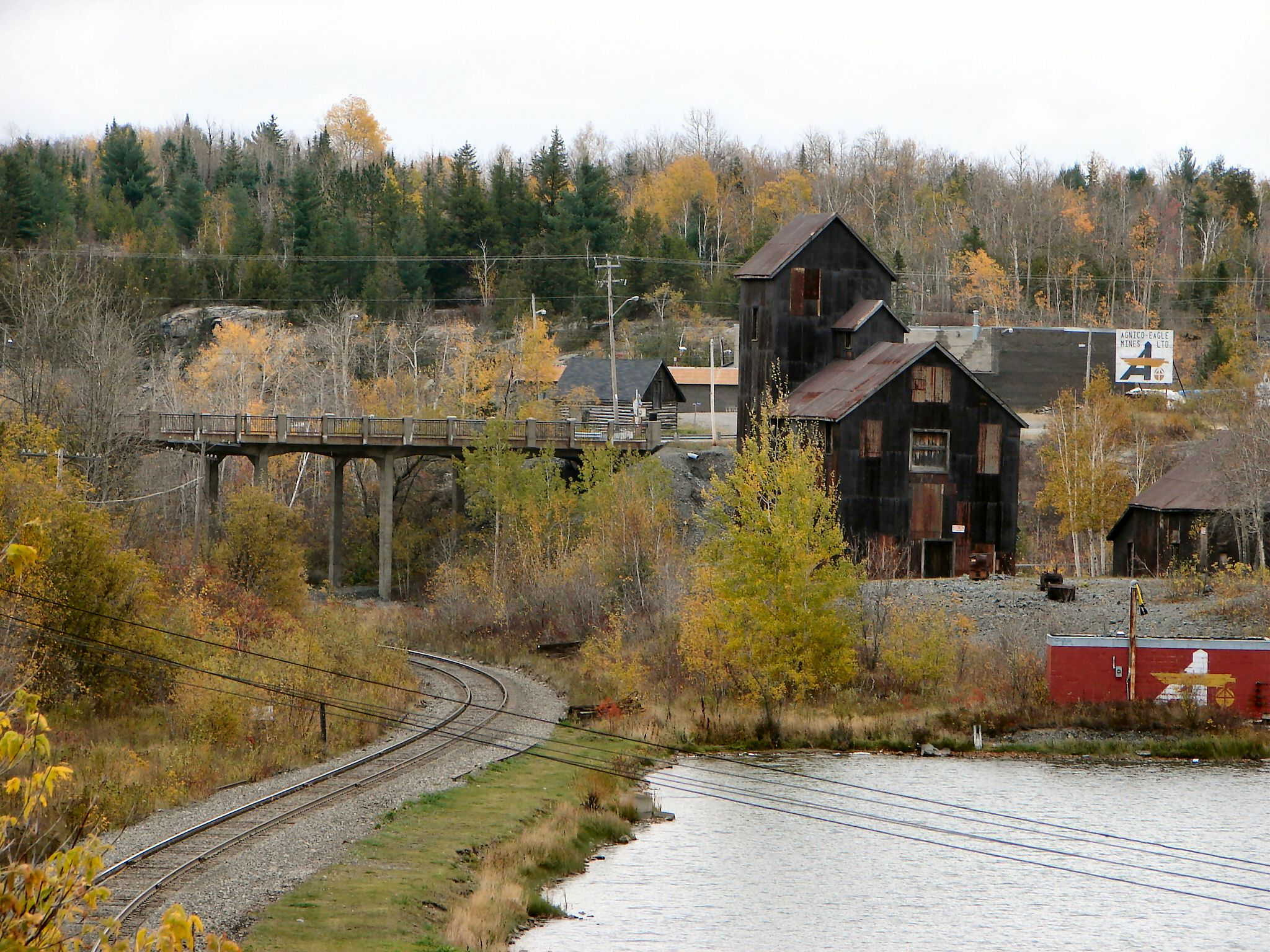
Installation minière historique, 2007

## Démographie
Le recensement de 1911 y dénombrait 5 638 habitants. Ce nombre a constamment diminué par la suite.
Langue maternelle
- L'anglais seulement : 76,0 %
- Le français seulement : 19,5 %
- L'anglais et le français : 2,0%
- Autre langue : 2,4 %

## Tourisme
La municipalité fait partie d'un circuit touristique inspiré de l'oeuvre de la romancière Jocelyne Saucier,.